# Dystasia cristata
Dystasia cristata är en skalbaggsart som beskrevs av Fisher 1933. Dystasia cristata ingår i släktet Dystasia och familjen långhorningar. Inga underarter finns listade i Catalogue of Life.